# Final Fantasy IV
Final Fantasy IV (ファイナルファンタジーIV, Fainaru Fantajī Fō) é um jogo eletrônico de RPG desenvolvido e publicado pela Square para o Super Nintendo Entertainment System. Lançado em 1991, foi o quarto jogo principal da série Final Fantasy. O jogo segue a história de Cecil, um cavaleiro negro que tenta impedir que o mago Golbez tome o controle de poderosos cristais e destrua o mundo. Em sua jornada ele é auxiliado por um grupo de aliados. IV introduziu várias inovações que se tornariam padrão na franquia Final Fantasy e nos RPGs eletrônicos de forma geral. Seu sistema de combate "Active Time Battle" foi utilizado em outros cinco jogos subsequentes da série e, diferente de outros títulos, deu aos seus personagens uma classe que não podia ser alterada.
Final Fantasy IV recebeu conversões para diferentes plataformas. Uma recriação para Nintendo DS com gráficos tridimensionais foi lançada em 2007 e 2008. O jogo foi chamado de Final Fantasy II durante seu lançamento inicial no ocidente porque suas prequelas Final Fantasy II e Final Fantasy III não haviam sido lançadas fora do Japão na época. Entretanto, edições posteriores utilizaram o título original.
O jogo é considerado um marco da série Final Fantasy e do gênero RPG devido seu enredo focado nos personagens, uso de novas tecnologias e trilha sonora composta por Nobuo Uematsu. Suas várias versões já venderam mais de quatro milhões de cópias mundialmente. Uma sequência chamada Final Fantasy IV: The After Years foi lançada em 2008 para celulares japoneses, recendo uma conversão para Nintendo Wii no ano seguinte. Tanto IV quanto The After Years posteriormente também receberam versões para PlayStation Portable reunidas em uma compilação chamada Final Fantasy IV: The Complete Collection.

## Jogabilidade
Em Final Fantasy IV, o jogador controla diversas personagens e realiza investigações para avançar na estória. As personagens se movem e interagem com pessoas e inimigos em diversos cenários, que incluem torres, cavernas e florestas. A viagem entre as áreas ocorre num "mapa-múndi". O jogador pode usar cidades para reabastecer força, comprar equipamento e descobrir pistas sobre seu próximo destino. Reciprocamente, o jogador enfrenta monstros em intervalos aleatórios no mapa-múndi e em calabouços. Numa batalha, o jogador tem a opção de lutar, usar magias ou itens,  recuar (fugir da batalha), mudar a posição das personagens,  defender-se ou pausar o jogo. Algumas personagens têm opções especiais, como a habilidade de saltar sobre o inimigo. O jogo foi o primeiro  da série a permitir que o jogador controlasse até cinco personagens na equipe; os jogos anteriores limitavam a equipe a quatro personagens.

Uma cena de batalha da versão de SNES do jogo. Final Fantasy IV foi o primeiro jogo da série a introduzir o sistema Active Time Battle, o qual foi usado em todos os jogos principais da série até Final Fantasy IX, inclusive.

As personagens e os monstros possuem HP (hit points, geralmente chamados de "pontos de vida" em português), sendo que o HP das personagens é exibido abaixo da tela principal de batalha. Ataques reduzem o HP restante até que chegue a zero, ponto no qual a personagem desmaia ou o monstro morre. Se todas as personagens forem derrotadas, o jogo deve ser restaurado de um arquivo salvo do jogo.  O jogador pode restaurar o HP das personagens fazendo-as dormir em um hotel ou usar itens do inventário da equipe, como potions, bem como usar magias de cura. Equipamento (como espadas e armaduras) comprado em cidades ou encontrados em calabouços pode ser usado para aumentar o dano infligido nos monstros ou reduzir o dano recebido. O jogador pode escolher se as personagens aparecem na linha de frente ou de trás de uma batalha. A localização de uma personagem influencia no dano recebido e infligido dependendo do tipo de ataque. A estória do jogo é linear: geralmente, o jogador pode avançar no jogo por meio de um único caminho, embora alguns eventos opcionais estejam disponíveis ao jogador.
Final Fantasy IV introduziu o sistema Active Time Battle(ATB), que difere do sistema baseado em turnos de RPGs anteriores. Nesse sistema, o jogador deve dar ordens às personagens em tempo real durante a batalha. Esse sistema foi usado em muitos jogos subsequentes da Square.
Cada personagem possui sempre certas forças e fraquezas;  por exemplo, um forte usuário de magia pode ter defesa física baixa, enquanto um lutador físico pode ter baixa agilidade. Como outros jogos da série Final Fantasy, as personagens ganham habilidades novas e mais poderosas com a experiência recebida nas batalhas. A magia é classificada como branca (white), para cura e apoio; negra (black), para infligir danos; ou de invocação (summon ou "call") para invocar monstros para atacar ou executar habilidades especializadas. Um quarto tipo, ninjutsu, consiste em suporte e magias ofensivas e está disponível a apenas uma personagem. Usuários de magia, que são oito dos doze personagens, ganham novas magias em níveis pré-programados de experiência ou em eventos fixo da história. Os desenvolvedores balancearam o ganho de pontos, itens e recompensas para evitar longas seções de treinamento para ganhar níveis. Devido ao grande poder do processador do Super Nintendo, Final Fantasy IV contém gráficos aprimorados em relação aos títulos anteriores da série. O jogo emprega a tecnologia Mode 7 do Super Nintendo para realçar o visual das magias e fazer as aeronaves do jogo viajarem de modo mais dramático.

## Enredo

### Cenário
A maior parte de Final Fantasy IV se passa na Terra, também conhecida como Planeta Azul, que consiste na Superfície do Mundo, onde habitam os humanos, e no Submundo (ou Subterrâneo), habitado pelos Dwarves. Uma Lua artificial, na qual os Lunarians vivem, orbita o planeta. Os Lunarians são uma raça de seres de um mundo destruído e que se tornou o Cinturão de asteroides e são identificados por uma crista em formato de lua em suas testas. Eles criaram essa lua artificial e ficaram descansando até o tempo em que acreditavam que poderiam coexistir com a raça humana. Uma segunda lua, natural, orbita o planeta também, mas não é visitada durante o jogo.

### Personagens
Em Final Fantasy IV há doze personagens jogáveis, cada um com uma classe única, imutável. Durante o jogo, o jogador pode ter um máximo de cinco personagens na equipe ao mesmo tempo. O personagem principal, Cecil Harvey, é um cavaleiro negro e capitão das Red Wings, uma elite de força aérea do reino de Baron. Ele serve ao rei junto a Kain Highwind, seu amigo desde a juventude, comandante dos Dragoons. Rosa Farrell, por quem Cecil se interessa amorosamente, é uma maga branca/arqueira. As aeronaves Red Wings foram construídas pelo engenheiro Cid Pollendina, amigo de Cecil.
Durante sua jornada, Cecil é acompanhado por outros personagens, incluindo Rydia, uma jovem invocadora ("summoner") do vilarejo Mist; Tellah, um lendário sábio de Mysidia; Edward Chris von Muir, um bardo príncipe de Damcyan; Yang Fang Leiden, o chefe dos monges de Fabul; Palom e Poron, dois gêmeos aprendizes de magia negra e branca, respectivamente, habitantes de Mysidia; Edward "Edge" Geraldine, um ninja príncipe de Eblan; e Fusoya, o guardião dos ´´Lunarians´´ durante seu longo sono.
Um Lunarian chamado Namingway (pertencente à raça Hummingway) é visto em diversas partes do jogo e permite ao jogador mudar o nome das personagens. Posteriormente, descobre-se que há muitos Hummingways (muito parecidos com o Namingway) habitando a Lua (Red Moon).
Zemus é o antagonista principal do jogo. Ele deseja destruir a raça humana para que seu povo possa povoar a Terra. Para fazer isso, ele controla Golbez, irmão mais velho de Cecil, e Kain com seus poderes psíquicos para ativar o Gigante de Babel, uma enorme máquina criada para completar o genocídio.
Cecil e Golbez são os respectivos heroi e vilão representando Final Fantasy IV em Dissidia: Final Fantasy. Cecil é dublado por Shizuma Hodoshima na versão japonesa e por Yuri Lowenthal na versão inglesa do jogo. Golbez é dublado por Takeshi Kaga na versão japonesa e por Peter Beckman na versão inglesa. Kain se une ao elenco da sequência de Dissidia, Dissidia 012 Final Fantasy, e é dublado por Kōichi Yamadera na versão japonesa e Liam O'Brien na versão inglesa.

### História
Final Fantasy IV começa com as "Red Wings" atacando a cidade de Mysidia para roubar o Cristal de Água da cidade. Quando Cecil, capitão das Red Wings, questiona os motivos do rei, ele é destituído de seu posto e enviado com Kain para entregar um pacote para o vilarejo "Mist". Lá, Kain e Cecil assistem horrorizados aos monstros saírem do pacote e destruírem o vilarejo. Uma jovem garota, Rydia, é a única sobrevivente e, furiosa, invoca um terremoto, separando Cecil e Kain. Cecil acorda depois e leva Rydia, ferida, para um bar próximo. Soldados de Baron vêm atrás de Rydia e Cecil a defende. Ela então se une a ela em sua jornada.
Descobre-se que Rosa, interesse amoroso de Cecil, o havia seguido e está extremamente doente e com febre na cidade. Logo após isso, eles conhecem Tellah, que está indo para o castelo de Damcyan para recuperar sua filha fugitiva, Anna. Anna é assassinada quando as Red wings bombeiam o castelo. Edward, amado de Anna e príncipe de Damcyan, explica que o novo comandante das Red Wings, Golbez, fez isso para roubar o Cristal de Fogo para Baron assim como haviam roubado o Cristal de Água de Mysidia. Tellah deixa a equipe para procurar se vingar de Golbez pela morte de Anna. Após encontrarem uma cura para Rosa, a equipe decide ir para Fabul para proteger o Cristal de Vento. Ali eles conhecem o mestre Yang, um monge guerreiro a serviço do reino e da proteção do cristal. As Red Wings atacam e Kain reaparece como um dos servos de Golbez. Ele ataca e derrota Cecil; quando Rosa intervém, Golbez a sequestra e Kain pega o cristal. No caminho de volta a Baron, a equipe é atacada por Leviatã e acaba sendo separada.
Cecil acorda perto de Mysidia. Quando entra na cidade, ele descobre que seus habitantes o desprezam pelo ataque prévio à cidade. O ancião da cidade lhe diz que se ele quiser derrotar Golbez, deve escalar o monte Ordeals e se tornar um paladino. Antes de seguir sua jornada, dois magos gêmeos, Palom e Porom, unem-se a ele. Na montanha ele encontra Tellah, que está procurando pela magia proibida Meteor para derrotar Golbez. Livrando-se de suas trevas, Cecil se torna um paladino, enquanto Tellah aprende o segredo sobre Meteor. Ao chegar em Baron, a equipe confronta o rei de Baron e descobrem que ele havia sido trocado por um dos agentes de Golbez. Após o derrotarem, Cid chega ao local e os conduz a uma de suas aeronaves. No caminho para a aeronave, a equipe entra numa sala-armadilha, onde Palom e Porom se sacrificam para salvar Cecil, Tellah, Cid e Yang.
Na aeronave, Kain aparece e intima Cecil a entregar o último cristal em troca da vida de Rosa. Após a entrega do Cristal, Kain conduz a equipe à Torre de Zot, onde Rosa está presa. No topo da torre, Golbez pega o cristal e tenta fugir. Tellah se sacrifica para parar Golbez com Meteor, mas apenas o enfraquece, embora isso dê fim ao controle de Golbez sobre a mente de Kain. Kain ajuda Cecil a resgatar Rosa e ela teletransporta a equipe para Baron, enquanto a torre colapsa.
Em Baron, Kain revela que Golbez deve obter quatro "cristais negros" do subterrâneo para atingir seu objetivo de alcançar a lua. A equipe viaja para o submundo e encontra os Dwarves(anões) que atualmente estão lutando contra as Red Wings. Eles derrotam Golbez numa batalha e são salvos no último minuto por Rydia, agora uma jovem mulher, reunindo-se à equipe durante a batalha, embora eles falhem em impedi-lo de roubar o cristal dos Dwarves. Eles fogem do submundo na aeronave e Cid se sacrifica para selar novamente a passagem para o submundo. A equipe viaja para a Torre de Babel onde os cristais estão sendo mantidos. Quando eles chegam à sala dos cristais, a equipe cai numa armadilha de uma sala que os leva ao submundo. Os heróis partem para recuperar o oitavo cristal antes de Golbez. Após o recuperarem, Golbez revela que ele ainda tem controle sobre Kain e pega o cristal. Após descobrirem sobre a Baleia Lunar(Lunar Whale), uma embarcação projetada para levar os viajantes à lua (ou voltar dela), Cid reúne-se à equipe e ela viaja para superfície e embarca na nave.
Na lua, a equipe conhece o sábio Fusoya, que explica que o pai de Cecil era um Lunarian. Fusoya também explica que um Lunarian chamado Zemus planeja destruir a vida no Planeta Azul para que os Lunarians possam comandá-lo, usando Golbez para invocar o Gigante de Babel, um robô colossal. Eles retornam para a Terra e as forças dos dois mundos atacam o gigante, incluindo Palom e Porom, que haviam sido revividos. Após a equipe quebrar o robô, Golbez e Kain a confrontam e Fusoya quebra o controle de Zemus sobre Golbez, o que acaba por libertar Kain. Cecil descobre que Golbez é seu irmão mais velho. Golbez e Fusoya dirigem-se ao centro da Lua para derrotar Zemus e a equipe de Cecil os segue. No centro da Lua, a equipe testemunha Golbez e Fusoya matarem Zemus, mas eles rapidamente são derrotados pela sua forma ressuscitada, o espírito Zeromus. Cecil e seus aliados derrotam Zeromus. A seguir, Fusoya e Golbez optam por deixar a Terra com a Lua. Durante o epílogo, Kain está no topo do Monte Ordeals, prometendo expiar seus pecados. O resto da equipe se reúne para celebrar o casamento de Cecil e Rosa e sua coroação como novo rei e rainha de Baron.

## Desenvolvimento
Após ter concluído Final Fantasy III em 1990, a Square planejou desenvolver dois jogos da série Final Fantasy - um para o Famicom e outro para o Super Famicom (que estava prestes a ser lançado) e que seriam conhecidos como Final Fantasy IV e Final Fantasy V, respectivamente. Devido a restrições financeiras e de planejamento, a Square desistiu dos planos para o jogo do Famicom e continuou o desenvolvimento do jogo do Super Famicom, renomeado Final Fantasy IV. À época, uma revista japonesa havia publicado algumas screenshots do que seria o conceito do jogo cancelado. Segundo Kaoru Moriyama, um ex-assessor de relações públicas e tradutor da Squaresoft, a decisão de tal mudança ocorreu muito cedo, antes que qualquer código do jogo fosse feito. No entanto, de acordo com algumas entrevistas de Hironobu Sakaguchi dadas à época de Final Fantasy VI, a versão planejada para o Famicom encontrava-se aproximadamente 80% completa e algumas ideias foram reusadas para a versão do Super Famicom.
Final Fantasy IV foi o primeiro projeto de Takashi Tokita na Square como funcionário de tempo integral. Anteriormente, Tokita queria seguir carreira de ator de teatro, mas trabalhar no jogo o fez decidir se tornar um "grande criador" de jogos eletrônicos. Inicialmente, Hiromichi Tanaka, o designer principal de Final Fantasy III, também estava envolvido no desenvolvimento do jogo. No entanto, Tanaka queria criar um sistema de batalha que não tivesse uma tela de batalha separada e que não fosse voltado aos menus. Como Final Fantasy IV não estava indo nessa direção, ele mudou de equipe de desenvolvimento para trabalhar em Secret of Mana. A equipe de desenvolvimento de Final Fantasy IV continha 14 pessoas e o jogo foi concluído em cerca de um ano.
O diretor do jogo, Hironobu Sakaguchi contribuiu com as ideias iniciais incluindo toda a história e o nome da força aérea real de Baron, Red Wings. O sistema Active Time Battle (ATB) foi concebido e projetado por Hiroyuki Ito quando ele foi inspirado enquanto assistia uma corrida de Fórmula 1 e viu os corredores passarem uns aos outros em diferentes velocidades, o que o deu a ideia de diferentes valores de velocidades para cada personagem, individualmente. O sistema foi desenvolvido por Kazuhiko Aoki, Hiroyuki Ito e Akihiko Matsui para o jogo. Tokita, o desenhista principal do jogo, escreveu os cenários e contribuiu com a arte dos pixels. Ele afirmou que havia muita pressão e que se não tivesse trabalhado diretamente no projeto ele  não teria sido concluído. De acordo com Tokita, Final Fantasy IV foi planejado tende em mente as melhores partes dos três jogos anteriores: o sistema de jobs de Final Fantasy III, o foco na história de Final Fantasy II e os quatro chefes elementais  atuando como "símbolos do jogo" como em Final Fantasy. Outras influências incluem Dragon Quest II Segundo Yoshinori Kitase, o jogo foi o primeiro da série a realmente inovar em uso de tecnologia. Em uma entrevista dada em 2010, Kitase conta que o mapa do jogo, a princípio, era um campo bidimensional plano, como nos jogos anteriores da série, mas Sakaguchi queria que o visual fosse aprimorado para impressionar o jogador.
Os temas de Final Fantasy IV eram para ir "das trevas para a luz" com Cecil, um foco na família e laços de amizade com o amplo e diverso elenco, e a ideia de que "força bruta sozinha não é poder". Tokita sente que Final Fantasy IV foi o primeiro jogo da série a realmente apresentar elementos de drama, e o primeiro RPG japonês a exibir "personagens e enredo tão profundos".
O texto do jogo teve de ser reduzido a um quarto do seu comprimento original devido ao limite de armazenamento do cartucho, mas Tokita garantiu que apenas "diálogos desnecessários" fossem cortados em vez dos verdadeiros elementos da estória. Como as capacidades gráficas do Super Famicom permitiam Yoshitaka Amano fazer desenhos de personagens mais elaborados que nos jogos anteriores, com a personalidade das personagens já evidentes nas imagens, Tokita sentiu que o texto reduzido beneficiou o andamento do jogo. Ainda, ele reconhece que algumas partes da história estavam "obscuras" ou não estavam "tão aprofundadas" até versões e remakes posteriores do jogo.  Uma das ideias não incluídas, devido a restrições de tempo e espaço foi um calabouço perto do fim do jogo onde cada personagem teria que progredir por conta própria - esse calabouço só foi incluído na versão do jogo para Game Boy Advance, sendo chamado de Lunar Ruins.

### Músicas
A trilha sonora de Final Fantasy IV foi escrita por Nobuo Uematsu, compositor de longa data da série. Uematsu apontou que o processo de composição foi excruciante, envolvendo tentativa e erro e requerendo que a equipe de som passasse muitas noites em sacos de dormir na sede da Square. Suas notas no encarte do álbum Final Fantasy IV Original Sound Version foram assinadas como sendo escritas à 1h30 "no escritório, naturalmente". A trilha sonora foi bem recebida; críticos elogiaram a qualidade da composição, apesar do meio limitado. Frequentemente figura nas posições mais altas em listas das melhores trilhas sonoras da série. A faixa "Theme of Love" tem sido ensinada a crianças em escolas japonesas como parte do currículo musical. Uematsu continua a apresentar algumas das músicas em sua série de concertos "Final Fantasy".
Em 14 de junho de 1991 foi lançado o primeiro álbum da trilha sonora do jogo, "Final Fantasy IV: Original Sound Version", o qual contém 44 faixas. Em 5 de setembro de 1991 foi lançado no Japão o "Final Fantasy IV Minimum Album", CD que contém algumas faixas que não foram usadas no jogo e alguns arranjos de faixas da trilha sonora original. O  álbum "Final Fantasy IV: Celtic Moon", lançado em 28 de outubro de 1991, contém uma seleção de faixas do jogo arranjadas e apresentas pela musicista celta Máire Breatnach. Final Fantasy IV Piano Collections, um arranjo de faixas para solo de piano interpretado por Toshiyuki Mori, foi lançado em 21 de abril de 1992 e deu início à tendência de lançar "Piano Collections" para os jogos subsequentes da série.
Após o lançamento de Final Fantasy Chronicles, a trilha sonora original foi lançada nos Estados Unidos como Final Fantasy IV Official Soundtrack: Music from Final Fantasy Chronicles, álbum que inclui uma versão para piano de Theme of Love. A trilha sonora de Final Fantasy IV Advance foi incluída na coletânea Final Fantasy Finest Box, que foi lançada em 2007 no Japão. Em 2008 foi lançada a trilha sonora da versão do jogo para Nintendo DS, que inclui uma versão cantada de Theme of Love. Muitas faixas apareceram em álbuns de compilação de músicas da série produzidos pela Square, incluindo álbuns da banda The Black Mages e o álbum Final Fantasy: Pray. Lançamentos independentes mas oficialmente licenciados de músicas de Final Fantasy IV têm sido orquestrados por grupos como Project Majestic Mix, que se foca em arranjar músicas de video game. Seleções também aparecem em álbuns japoneses de remixes, chamados de música dōjin, e em websites ingleses de remix como o OverClocked ReMix.
A coleção "Final Fantasy Vocal Collections 2: Love Will Grow" inclui uma faixa cantada em português, "Estrelas", que é uma versão vocalizada de Melody of Lute, música da trilha sonora do jogo.

#### Álbuns oficiais e relançamentos
A tabela a seguir contém informações sobre os álbuns lançados à época do lançamento original de Final Fantasy IV e de seus relançamentos. Algumas músicas também receberam novos arranjos e foram relançadas em outros álbuns musicais da série - os quais incluem faixas de diversos jogos da franquia - não listados abaixo.
| Data de lançamento    | Álbum                                                                     | Número de faixas | Informações adicionais |
| --------------------- | ------------------------------------------------------------------------- | ---------------- | --- |
| 14 de junho de 1991   | Final Fantasy IV: Original Sound Version                                  | 44               | Trilha sonora original do jogo. |
| 5 de setembro de 1991 | Final Fantasy IV Minimum Álbum                                            | 6                | O álbum contém três faixas que não foram usadas no jogo e um arranjo de três faixas de sua trilha sonora original. |
| 28 de outubro de 1991 | Final Fantasy IV: Celtic Moon                                             | 15               | Seleção de faixas do jogo arranjadas ao estilo de música celta. |
| 21 de abril 1992      | Piano Collections Final Fantasy IV                                        | 14               | Seleção de faixas do jogo arranjadas para piano. |
| 21 de agosto de 2001  | Final Fantasy IV Official Soundtrack: Music from Final Fantasy Chronicles | 45               | Trilha sonora original do jogo, lançada nos Estados Unidos em 2001. Essa versão inclui uma faixa adicional, Theme of Love (Arranged), que á uma versão de piano de Theme of Love (a mesma versão persente em Final Fantasy IV Piano Collections). |
| 28 de março de 2007   | Final Fantasy Finest Box                                                  | 183              | Coletânea das trilhas sonoras de Final Fantasy IV, V e VI (versões para Game Boy Advance). O disco de Final Fantasy IV inclui diversas faixas que não haviam sido lançadas no CD da trilha sonora original. A coletânea foi entregue no Japão às 5000 primeiras pessoas que comprovaram terem comprado as versões de Final Fantasy IV, V e VI para Game Boy Advance.                                    |
| 30 de janeiro de 2008 | Final Fantasy IV Original Soundtrack                                      | 52               | Trilha sonora da versão de Nintendo DS do jogo lançada em dois CDs. Também inclui um DVD bônus que contém o vídeo completo da abertura da versão do jogo para Nintendo DS, um trailer promocional do jogo e uma entrevista com compositores e projetistas sonoros cujo trabalho é apresentado no jogo. O álbum inclui uma versão de Theme of Love, cantada por Megumi Ida, que foi lançada como single. |

## Relançamentos
Após seu lançamento original, Final Fantasy IV foi relançado em muitas versões para variadas plataformas.

### Super Nintendo/Super Famicom
Quando Final Fantasy IV foi lançado no Japão, os dois jogos anteriores da série ainda não haviam sido lançados na América do Norte. Para não confundir os fãs da série, a Square mudou a numeração do jogo na versão americana e, em 23 de novembro de 1991, o lançou como Final Fantasy II. A numeração do jogo só voltou a se reunificar quando Final Fantasy VII foi lançado. Embora os gráficos do jogo e seu enredo tenham permanecido os mesmos da versão original, mudanças significativas foram feitas a essa versão, a começar pelo seu nível de dificuldade, que é mais fácil que a original. Além disso, muitas magias e habilidades das personagens foram excluídas, bem como alguns itens do jogo. Foram excluídas referências às crenças judaico-cristãs (a magia Holy foi renomeada como White, por exemplo). Referências a morte, violência e suicídio foram atenuadas. A tradução do jogo foi alterada em acordo com a política de censura da Nintendo americana, o que ocasionou diversas críticas a essa versão.
Final Fantasy IV Easytype, lançada apenas no Japão para o Super Famicom, foi uma versão do jogo modificada a fim de ser ainda mais fácil que a versão norte-americana do jogo. Assim como na versão norte-americana, o poder de ataque de algumas armas foi aumentado e o preço de muitos itens foi reduzido, por exemplo. Muitos monstros e equipamentos foram renomeados nessa versão. O último chefe, por exemplo,  possui um sprite diferente.

### PlayStation
Em 21 de março de 1997, Final Fantasy IV foi lançado para o PlayStation no Japão. Essa versão é praticamente idêntica à original, embora alguns pequenos ajustes introduzidos na versão Easytype estejam presentes. A mudança mais notável foi a inclusão de sequências de abertura e fim de jogo em vídeo, a habilidade de se mover rapidamente em calabouços e cidades ao segurar o botão de cancelamento e a opção de salvar o jogo na memória em qualquer lugar do mapa-múndi.
Em 11 de março de 1999, essa versão foi relançada uma segunda vez no Japão como parte da compilação Final Fantasy Collection, que também incluiu versões de Final Fantasy V e Final Fantasy VI para PlayStation. Uma edição limitada de cinquenta mil cópias também foi lançada e incluia um despertador com o tema Final Fantasy.
Em 29 de junho de 2001 foi lançada nos Estados Unidos para o PlayStation a compilação Final Fantasy Chronicles, que inclui  Final Fantasy IV e Chrono Trigger. Essa versão "restaurou a profundidade de diálogo e jogabilidade que havia sido perdida na versão do SNES", permitindo ao jogador uma imersão maior no enredo e nos personagens do que na tradução anterior. Há novos itens, comandos de batalha e cenas que haviam sido removidas na versão do Super Nintendo. A versão foi bem recebida pelos críticos e as críticas feitas dirigiram-se ao tempo de carregamento das telas. O jogo foi comercialmente bem sucedido, tendo liderado a venda de jogos do PlayStation durante duas semanas.
Na Europa, foi lançado junto com Final Fantasy V na compilação Final Fantasy Anthology. O texto do jogo foi reescrito nessas versões, a fim de corrigir as discrepâncias entre a versão original e a versão norte-americana do SNES. Foi acrescentada uma cena em computação gráfica em seu início.[carece de fontes?]

### WonderSwan Color
Lançada em 28 de Março de 2002, essa versão não possui a cena de abertura do jogo em CG adicionada à versão do PlayStation. Além disso, houve uma redução da resolução do jogo, bem como dos efeitos de som, a fim de se adequarem às especificações do WonderSwan. No entanto, o sprite das personagens e o fundo da tela foi melhorado pela adição de detalhes e sombreamento. Salvo essas alterações gráficas, o jogo permaneceu praticamente intocado.

### GameBoy Advance
Final Fantasy IV Advance foi lançado em 12 de dezembro de 2005 nos Estados Unidos, em 15 de dezembro do mesmo ano no Japão e, posteriormente, em outras partes do mundo. Os gráficos do jogo foram implementados ainda mais que os gráficoa da versão do WonderSwan Color. Poucas mudanças foram feitas às músicas, mas sua qualidade é um pouco inferior à da versão original do jogo. A tradução inglesa foi revisada, a fim de se restaurarem detalhes ausentes na tradução original. As habilidades que haviam sido removidas na primeira versão americana foram readicionadas ao jogo. Houve o acréscimo de duas novas localidades: Cave of Trials e Lunar Ruins, as quais possuem novos chefes, monstros e equipamentos. Além disso, foi acrescentada a possibilidade de trocar os membros da equipe, sendo possível jogar, perto do fim do jogo, com alguns personagens que haviam feito parte dela anteriormente. Essa versão inclui também um bestiário, além de oferecer ao jogador a possibilidade de ouvir a trilha sonora do jogo num menu especial. Críticas foram feitas a uma falha na programação do jogo, que por vezes permite que um personagem tenha dois turnos seguidos numa batalha. A trilha sonora dessa versão foi considerada boa pelos críticos, embora levemente inferior à original.

### Nintendo DS
Como parte da campanha em comemoração aos 20 anos da série, Final Fantasy IV foi refeito e relançado no Japão em 20 de dezembro de 2007, na América do Norte em 22 de julho de 2008, na Austrália em 4 de setembro de 2008 e na Europa em 5 de setembro de 2008. Muitas características ausentes no jogo original foram adicionadas ao jogo, como dublagem, minijogos e algumas mudanças na jogabilidade. O jogo foi desenvolvido pela Matrix Software, a mesma equipe responsável pelo remake de Final Fantasy III, e foi supervisionado por membros da equipe de desenvolvimento original: Takashi Tokita trabalhou como diretor e produtor executivo, Tomoya Asano como produtor e Hiroyuki Ito como projetista de batalhas. O animador Yoshinori Kanada ficou responsável pela ilustração das novas cutscenes.

### Virtual Console
A versão original do jogo foi lançada para Virtual Console do Wii no Japão em 4 de agosto de 2009, na América do Norte em 8 de março de 2010 e na Europa em 11 de junho de 2010.

### Telefones Móveis
Uma versão aprimorada para celulares compatíveis com i-mode foi lançada no Japão em 5 de Outubro de 2010. As características introduzidas nas versões para WonderSwan Color e GameBoy Advance foram mantidas, enquanto foram incorporados gráficos aprimorados das personagens ao mesmo nível dos gráficos de Final Fantasy IV: The After Years, bem como um calabouço extra exclusivo dessa versão, acessível ao se completar o jogo.

### PlayStation Portable

Cecil e Kain enfrentando Mist Dragon na versão de Final Fantasy IV para PSP. O jogo manteve o formato bidimensional do original, mas apresenta gráficos em alta resolução

Final Fantasy IV: The Complete Collection foi lançado para o PlayStation Portable em 24 de março de 2011 no Japão e inclui remakes de Final Fantasy IV e Final Fantasy IV: The After Years, além de um novo capítulo, Final Fantasy IV: Interlude, que faz a ligação entre a história original e The After Years. O jogo apresenta gráficos em 2D de alta resolução no formato 16:9, ao invés de gráficos em 3D, como na versão do Nintendo DS. Inclui as CGIs da versão do Nintendo DS, uma nova abertura em computação gráfica para Final Fantasy IV: The After Years, um novo arranjo da trilha sonora do jogo e um modo galeria em que é possível ver as cenas de computação gráfica do jogo e a arte de Yoshitaka Amano. Entretanto, o jogador possui a opção de substituir a trilha sonora do jogo por sua versão original. Masashi Hamauzu fez o arranjo do tema principal do jogo. Foi lançado na América do Norte em 19 de abril de 2011, na Europa em 21 de abril de 2011 e na Austrália em 28 de abril de 2011.

### iOS, Android e Steam
Em 20 de dezembro de 2012 Final Fantasy IV foi lançado internacionalmente para iOS, sendo compatível com iPad, iPhone 3GS ou superior e iPod touch, a partir da terceira geração, sendo necessário sistema iOS 4.3 ou superior. Essa versão é uma adaptação da versão lançada para o Nintendo DS em 2007 e está disponível em inglês, japonês, espanhol, italiano, alemão e língua chinesa. Os gráficos do jogo foram aprimorados em relação à versão do Nintendo DS, foi adicionada a opção de selecionar a dificuldade do jogo, e há suporte a achievements através do Game Center. Críticas foram feitas à disposição dos menus de batalha na tela, cujos principais comandos estão localizados à esquerda e não podem ser rearranjados, o que dá a impressão de que as batalhas foram feitas para pessoas canhotas.
Em Junho de 2013 foi lançada a versão do Jogo para Android. Em novembro do mesmo ano, o jogo foi disponibilizado em português para Android e iOS, sendo essa a primeira tradução oficial para português de um jogo da franquia.
Essa mesma versão foi posteriormente lançada na Steam, sem anúncio prévio, em 17 de setembro de 2014, também disponibilizada em português.

## Recepção

### Vendas
No Japão, foram vendidas 1,44 milhões de cópias da versão do SNES de Final Fantasy IV. Final Fantasy Collection vendeu mais de 400.000 cópias em 1999, o que o tornou o 31° jogo mais vendido daquele ano no Japão. Até 31 de Março de 2003, as versões de FFIV para PlayStation e WonderSwan Color haviam vendido juntas 2,16 milhões de cópias em todo o mundo, sendo 1,82 milhões no Japão e 340.000 nos demais países. A partir de 2007, um pouco antes do lançamento da versão de Nintendo DS, foram vendidas aproximadamente 3 milhões de cópias do jogo em todo o mundo. Até Maio de 2009, a versão de Nintendo DS havia vendido 1,1 milhão de cópias ao redor do mundo. Até 9 de fevereiro de 2013, Final Fantasy IV: The Complete Collection havia vendido quase 460 mil cópias em todo o mundo.

### Críticas
Os principais críticos têm considerado Final Fantasy IV como um dos mais formidáveis jogos de todos os tempos,  apontando que este foi o primeiro a apresentar muitas das características atuais de jogos de RPG comuns, incluindo "todo o conceito de narrativa dramática em um RPG". Muitos críticos elogiaram o jogo por seus gráficos, jogabilidade e pontuações. Críticos têm observado que Final Fantasy IV foi um dos primeiros RPGs a apresentar um enredo complexo e envolvente. Após seu lançamento em 1991, a revista Nintendo Power declarou que ele estabeleceu um "novo padrão de excelência" para os RPGs. Além disso, a revista GamePro o classificou como um perfeito 5 de uma pontuação 5 em sua edição de Março de 1992. Sandy Petersen, crítico da revista Dragon, deu ao jogo uma avaliação Excelente, elogiando a música, a dificuldade, a história e notando que, diferentemente da maioria dos RPGs em que a equipe permanece sempre unida, as personagens deste jogo têm seus próprios motivos e frequentemente se separam do grupo, sendo que uma até os trai. Ele comentou que o jogo é como a história de uma novela fantástica, comparando-o a O Senhor dos Anéis bem como a O Homem da Máscara de Ferro e por que "as personagens frequentemente falavam em apoio uma das outras" ele "ficou muito mais ligado" ao jogo que a "qualquer outro jogo de computador".
Nas edições 100 e 200 da revista Nintendo Power, Final Fantasy IV foi classificado como nono e vigésimo-oitavo na lista dos "100 melhores jogos da Nintendo",respectivamente. Em 2005 a IGN classificou o jogo como 26º na sua lista dos melhores jogos de todos os tempos; foi o título Final Fantasy com melhor posição na lista mas, em 2007 , o jogo foi classficado como 55º, atrás de Final Fantasy VI e Final Fantasy Tactics. Em uma pesquisa ao leitor da Famitsu lançada em 2006, o jogo foi classificado como o sexto melhor RPG já feito. No entanto, a versão original do jogo foi grandemente criticada pela má qualidade de sua tradução inglesa.
A revista Famitsu deu a Final Fantasy Collection 54 de 60 pontos marcados por um júri de seis críticos, dois dos quais deram ao jogo o máximo de 10 pontos. Final Fantasy IV Advance foi recebido com elogios pelos críticos, os quais elogiaram o conteúdo extra do jogo e a nova tradução, mais próxima da versão original japonesa. Uma dificuldade para o jogo atualmente, segundo a avaliação da IGN é que ele é básico demais, se comparado aos RPGs atuais. Pequenas mudanças foram feitas ao jogo, mas, segundo críticos, é necessário ser um grande fã da tradução anterior do jogo para notá-las. A versão para Nintendo DS também foi elogiada por seus gráficos, bem como por sua jogabilidade e novas cutscenes. Essa versão foi indicada a melhor RPG do Nintendo DS na premiação de jogos eletrônicos da IGN em 2008. Final Fantasy IV: The Complete Collection recebeu críticas geralmente positivas, embora tenha sido avaliado como inferior à versão original do jogo.

## Legado
Final Fantasy IV: The After Years é a sequência de Final Fantasy IV que se passa dezessete anos após os eventos do original. Os primeiros dois capítulos do jogo foram lançados no Japão em fevereiro de 2008 para a série de telefones FOMA 903i da NTT DoCoMo, com o lançamento para a série de telefones au WIN BREW previsto para a primavera de 2008. O jogo gira em torno de Ceodore, o filho de Cecil e Rosa, e muitas das personagens originais retornam, com alguns tendo um papel ainda mais proeminente que anteriormente, entre outras novas personagens. Após  seu lançamento para celulares, foi insinuado que The After seria lançado fora do Japão. Em 29 de março de 2009, Satoru fez um anúncio durante o discurso principal da Nintendo na Game Developers Conference dizendo que os Estados Unidos veria a sequência de Final Fantasy IV lançada ainda naquele ano na WiiWare. Os primeiros dois capítulos de Final Fantasy IV: The After Years ("Main story", uma compilação do Prólogo e dos contos de Ceodore e Kain do jogo original japonês e "Rydia's Tale") foram lançados em 1 de julho de 2009 na América do Norte e em 5 de junho em regiões PAL. Os capítulos adicionais foram lançados nos meses seguintes.
Uma novelização de Final Fantasy IV foi lançada em dois volumes no Japão em 25 de dezembro de 2008.